# Rhipha fulminans
Rhipha fulminans är en fjärilsart som beskrevs av Rothschild 1916. Rhipha fulminans ingår i släktet Rhipha och familjen björnspinnare. Inga underarter finns listade.